# Garabito (rey)
Garabito fue un rey indígena de etnia huetar, que aproximadamente entre 1561 y 1574 fue monarca del Reino Huetar de Occidente, en el actual territorio de Costa Rica. Un documento de 1566 indica que en 1561 sucedió a su abuelo, aunque dado que en los reinos indígenas del Área Intermedia de Costa Rica prevalecía la sucesión matrilineal, es más verosímil que su predecesor fuera un tío materno.
En la época en que empezó a gobernar sobre los huetares, poco después de la llegada a Costa Rica del alcalde mayor de Nuevo Cartago y Costa Rica Juan de Cavallón y Arboleda (1561-1562), sus dominios estaban ubicados en la región occidental del Valle Central de Costa Rica, extendiéndose hacia el Pacífico en la cuenca de los ríos Jesús María y Gamalotal. Según un documento de 1569, los dominios de Garabito se extendían hacia el interior y comprendían los lugares llamados valle de Coyoche, real de Pereira, Barva, Yuruste, Coboboci, Abacara y Chucasque; los principales o señores vasallos de Garabito se llamaban Cobobia, Abaçara, Barba y Yuruste. Otras fuentes añaden tres comunidades que eran tributarias de Garabito, como las de los botos, ubicados en las llanuras de San Carlos, los tises y los catapas, ubicados en los actuales cantones de Grecia y Alajuela. Su asentamiento principal habría estado en el Valle de la Cruz, en el actual cantón de San Mateo, a orillas del río Surubres.
En algunas publicaciones del siglo XX se confunde al rey Garabito con Coyoche, otro monarca indígena que a pesar de ser contemporáneo suyo, pertenecía a otra etnia, de cultura mesoamericana.
El rey Garabito fue el más importante caudillo de la resistencia indígena frente al alcalde mayor Juan de Cavallón y Arboleda (1560-1562), y tampoco quiso someterse a la autoridad de Juan Vázquez de Coronado (1562-1565), sucesor de aquel. Garabito es quizá, junto con Pablo Presbere, el más conocido de los reyes indígenas de Costa Rica, principalmente porque fue el que mayor resistencia opuso a la conquista del país por parte de los españoles en el siglo XVI. Alrededor de su figura se han tejido muchas leyendas en donde se resalta su carácter fiero e indómito. 

## Etimología
La primera mención documentada del cacique Garabito en fuentes españolas aparece en una carta enviada por Juan Vázquez de Coronado al rey Felipe II en diciembre de 1562, en la que señala: «El más dañoso para la pacificación de esta provincia es un cacique llamado Garabito...».
En 1572, fray Juan de Estrada Rávago y Añez escribió una carta —caracterizada por errores e incongruencias— en la que afirmaba que el rey huetar Garabito habría tomado su nombre del capitán Andrés de Garabito, quien estuvo en la región alrededor de 1526–1527, durante la existencia de la Villa de Bruselas, el primer asentamiento español en Costa Rica. Sin embargo, no existe evidencia que respalde que dicho capitán haya ingresado en territorios huetares ni que haya tenido contacto con algún monarca indígena. Además, resulta poco verosímil que un gobernante indígena poderoso, que controlaba amplios territorios, adoptara el nombre de un adversario extranjero.
Algunos autores supusieron que el rey Garabito y el rey Coyoche eran la misma persona, aunque hoy se sabe que eran monarcas distintos que pertenecieron a etnias y culturas diferentes.
El escritor e historiador Carlos Gagini supuso a principios del siglo XX, que el nombre Garabito era en realidad el tarahumara garabee o garabi, superlativo de la palabra gara. Gara se traduce por bueno, y garabee sería el superlativo de bueno: el mejor. Garabito sería el mejor entre los suyos. Sin embargo, contra esta hipótesis cabe argumentar que el rey Garavito pertenecía a la nación huetar, de lengua macro-chibcha, y no tendría por qué llevar un nombre de etimología tarahumara, lengua utoazteca.
El más extenso y documentado estudio sobre este monarca es la obra de Oscar Bákit Padilla Garavito, nuestra raíz perdida (1981), en la que se plantea la hipótesis de que la voz Garavito o Garabito no era el nombre personal del rey indígena, sino su título, y que posiblemente su forma correcta era el Guaravito, el centinela de Avito, del mismo modo que el rey de los huetares de Oriente a la llegada de los españoles recibía la denominación de El Guarco.

## Vida
La conquista de Costa Rica por los españoles fue lenta y tardía, y se realizó en distintas etapas, debido principalmente a la dificultad de la topografía, el torrencial clima y la fiera resistencia de los aborígenes. La región de Nicoya, localizada en un lugar más llano y de clima más benévolo, fue la que más tempranamente fue dominada por las huestes conquistadoras. Esta región estaba habitada por los chorotegas, que desde 800 de nuestra era la habían ocupado desplazando a sus habitantes originales, probablemente aborígenes de lengua rama emparentados con las culturas del Área Intermedia. Los chorotegas, de cultura mesoamericana, tuvieron constantes conflictos bélicos con los huetares, que dominaban el centro del país, así que es probable que la conquista de los chorotegas por parte de los españoles pusiera a los reyes como Garabito en alerta sobre la presencia de un tercer actor en el escenario de la época. También se puede contar como antecedente la expedición de Diego Gutiérrez y Toledo en la región de Suerre, en el Atlántico costarricense, que terminó en desastre luego de que Gutiérrez capturara y torturara a los reyes de Suerre Camaquiri y Cocorí, lo que motivó luego un sorpresivo ataque de los caciques huetares orientales que habitaban el Valle del Guarco, que terminó con la muerte de Gutiérrez y el desastre de la expedición. 
En el Señorío de Garabito o Reino Huetar de Occidente, también llamado por los españoles Provincia de Garabito, se llevaron a cabo varios enfrentamientos bélicos entre los huetares de Garabito y los españoles. En 1561, Juan de Cavallón y Arboleda, joven abogado español, en sociedad con el clérigo Juan de Estrada Rávago y Añez, penetró en los dominios de Garabito por el lado del Pacífico, en las cercanías del actual río Ciruelas, al mando de noventa soldados españoles, caballos, ganado, cerdos y bastimentos. Avanzó tierra adentro y en el sector occidental del Valle Central fundó la ciudad de  Garcimuñoz, probablemente donde se ubica San Antonio de Desamparados en la actualidad. Posteriormente estableció el puerto de Landecho en Tivives, entre las desembocaduras de los ríos Jesús María y Grande de Tárcoles y fundó la Villa de los Reyes posiblemente en donde se ubica actualmente la ciudad de Santo Domingo de Orotina.  
Según un documento de 1566, cuando Cavallón llegó a Costa Rica, en la región occidental del territorio reinaba un monarca que recibió amistosamente a los españoles, pero que poco después murió, y su heredero fue Garabito, príncipe "belicoso y enemigo de españoles". Cavallón capturó a un noble indígena que se creyó que era Garabito, y al que se maltrató, pero que logró escapar. Más tarde, enterado de la llegada de refuerzos españoles, Garabito inició la resistencia de los indígenas contra los españoles. Juan de Cavallón asignó al capitán Ignacio Cota para que marchara con algunos soldados al Valle del Coyoche para dar con el paradero de Garabito y someterlo por la fuerza. 
Cota arribó al poblado donde se suponía que habitaba el rey. Garabito, sin embargo, ya no estaba en Coyoche, sino que había marchado con sus fuerzas hacia el puerto de Landecho. Cota, entonces, procedió a interrogar a las mujeres,  y así seguir sus huellas. El batallón español topó con un gran grupo de guerreros huetares, y se entabló un combate donde, por la calidad de las armas españolas, los huetares fueron vencidos, pero Garabito pudo evitar la captura.
Con el objetivo de capturarlo, Cavallón envió al capitán portugués Antonio Álvarez Pereyra, a la región donde residía Garabito. No logró apresarlo pero sí capturó a una de sus mujeres principales (a la que, erróneamente en algunos textos se identifica con el nombre de Biriteca, una clase de mujeres indígenas guerreras del sur de Costa Rica), y a dos de sus hijos, lo cual hizo que Garabito empezara a enviar súbditos suyos a servir en Garcimuñoz. Cavallón mandó a otra misión en su búsqueda. Un noble indígena, que dijo ser Garabito, fue capturado y llevado a Garcimuñoz, pero resultó ser un ardid del propio Garabito, quien convenció a uno de sus subalternos para hacerse pasar por él.
De nuevo en sus dominios, Garabito capturó a un soldado español, al cual interrogó, enterándose de que Cavallón planeaba abandonar Costa Rica. Fue así como Garabito le tendió una emboscada a su paso por el Valle de la Cruz (llanos de Orotina, San Mateo y Esparza), pero aun así, los españoles lograron salir del trance y marchar hacia Guatemala.
En 1562, el nuevo alcalde mayor  Juan Vázquez de Coronado ingresó al territorio costarricense siguiendo la ruta trazada por Juan de Cavallón. Con cincuenta soldados, reforzó las precarias posiciones de los españoles en los sitiados asentamientos de Garcimuñoz y Los Reyes, pues los huetares que Cavallón había logrado someter, a instancias de Garabito, se habían rebelado. La tarea prioritaria de Vázquez de Coronado fue sofocar la rebelión dirigida por Garabito. Vázquez de Coronado instruyó un proceso donde se condenó a muerte al rey huetar.
Según dijeron algunos nobles indígenas, Garabito se retiró a la zona montañosa habitada por los indígenas botos, sus tributarios, para continuar allí la resistencia. Dos oficiales de Vázquez de Coronado, Francisco de Marmolejo y Juan de Ovalle, salieron en su búsqueda al mando de un contingente, internándose en el territorio de los botos, donde se entrevistaron con su reina, que decidió ayudar a los españoles a dar con el paradero del rey huetar, algo que no consiguieron. Garabito, cuando lo consideró necesario, procedió a realizar sorpresivos ataques tipo guerrilla a los españoles, causándoles varias bajas . Vázquez de Coronado decidió continuar adelante con su proyecto de conquista y, tras pacificar a los huetares orientales con el sometimiento de El Guarco, se dirigió hacia la región del Pacífico sur, hacia los reinos de Quepo y Coctú, dejando al capitán Álvarez Pereyra a cargo de Garcimuñoz.
En 1569, el gobernador Perafán de Ribera y Gómez repartió a los súbditos de Garabito, cuyo número se calculaba en 25.000 personas (2.500 familias según interpretaciones recientes), entre varios encomenderos: Juan Romo (400), la heredera de Miguel Sánchez de Guido (400), Diego de Trejo (400), Juan Mejía Valladares (400), Esteban de Mena (400), Pero Alonso (400) y Juan Solano y Díaz de Tapia (250). El propio Garabito, no obstante, continuó indómito y oculto.
Finalmente, durante el gobierno del Alcalde Mayor interino Alonso Anguciana de Gamboa (1574-1577), el capitán Luis González de Estrada, al frente de una compañía de soldados, logró sacar a Garabito de un lugar donde se hallaba en el valle de Coyoche, entre los actuales ríos Barranca y Grande de Tárcoles. El rey se bautizó junto con tres mil de sus súbditos, que se asentaron en una reducción llamada Santa Catalina de Garabito, en cuyas vecindades se fundó poco después la ciudad del Espíritu Santo. Su desaparición significó para los españoles el control del Valle Central Occidental y parte del Pacífico central, sus dominios tradicionales.
Se ignoran la fecha y las circunstancias de la muerte del rey Garabito, aunque posiblemente para 1590 ya había muerto, porque en ese año otro indígena figura como cacique de Santa Catalina de Garabito.

## Monumentos
En 1970, el escultor y escritor costarricense Óscar Bákit Padilla esculpió un busto en bronce del rey Garabito, el cual fue instalado en la Plaza Indoamérica de la ciudad de Quito, Ecuador, la cual está dedicada a los caciques y héroes amerindios. En 1974, este mismo escultor realizó una réplica de dicho busto, moldeada en piedra artificial, de 90 cm de alto, la cual fue colocada, primeramente, en el Parque Central de San José, y luego trasladada al Parque de los Beneméritos, frente a la Iglesia María Auxiliadora, donde se encuentra actualmente.
El busto muestra la ifigie de Garabito en actitud desafiante, con la frente en alto y el puño cerrado, cerca del corazón.  En general, se encuentra en muy buen estado, salvo una ligera fisura superficial en la zona de la frente, a lo que se suma la extracción de las placas informativas. La escultura descansa sobre un jardín con arbustos y flores, y se mantiene bastante higiénica.
En el 2008, la municipalidad del cantón de Garabito, provincia de Puntarenas, colocó frente a sus instalaciones otro monumento al rey huetar, obra del escultor Gibran Jalil Tabash González. Otra escultura de Garabito hecha en piedra, en la cual el rey huetar parece emerger de una roca, se levanta en el parque de la ciudad de Orotina.

## Garabito en la ficción
En 1920 se publicó un relato novelesco del escritor Manuel de Jesús Jiménez Oreamuno, que contenía una serie de datos imaginarios sobre Garabito y una de sus mujeres principales, a quien el escritor identificó con una mujer guerrera de Couto, en el sur de Costa Rica, que en el relato termina haciendo vida marital con el capitán portugués Antonio Pereyra, mientras que Garabito se retira a pasar sus últimos días en las faldas del volcán Poás. En realidad no se sabe nada de la mujer con la que convivió Pereyra. Otros relatos imaginarios identifican a la mujer de Garabito con la princesa Dulcehe de Quepo, sin ningún fundamento histórico. También hay relatos ficticios que suponen que Garabito, para no rendirse a los españoles, concluyó su vida arrojándose al cráter del volcán Poás, aunque hay documentos que confirman que se sometió a los conquistadores en 1574 y se bautizó.